# Saunasaari (ö i Norra Savolax, Kuopio, lat 63,34, long 27,96)
Saunasaari är en halvö i Finland. Den ligger i sjön Syväri och i kommunen Kuopio i den ekonomiska regionen  Kuopio ekonomiska region  och landskapet Norra Savolax, i den centrala delen av landet, 400 km norr om huvudstaden Helsingfors.